# Limnológia
A limnológia az a tudomány, amely az édesvizekkel mint komplex – fizikai, kémiai és biológiai komponensek kölcsönhatása által létrejövő – rendszerekkel foglalkozik. Természetes társtudománya az oceanológia, oceanográfia, mely a tengerek hasonló összefüggéseit tárja fel. A limnológia művelője a limnológus.

## A szó eredete
A limnológia szó a görög limné = tó, tavacska, láp és a logos = érv, szabály, gondolkodás, beszéd stb. szó összevonásából ered.

## Célja
A limnológia fő célja megérteni és vizsgálni, hogy nincs a Földön természetes víz élet nélkül, valamint mik a vizeknek (mint élettérnek) a sajátosságai.
(Így kapcsolódik a limnológia a biológiához, az ökológiához és a hidrológiához.)

## Vizsgálatának tárgya
A limnológia vizsgálati tárgyai az álló- és folyóvizek, valamint a talajvíz – mindaz, ami a hidrológia tudományágának is vizsgálati tárgya. Ebben az értelmezésben a limnológia és az oceanológia is részterülete a hidrológiának.

## Limnológia – hidrológia
A limnológia és a hidrológia  kapcsolatában nem alá-, hanem mellérendelésről lehet beszélni, hiszen a limnológiának (és az oceanológiának is) vannak olyan területei, amelyek a hidrológia területéhez nem tartoznak. Egy hidrológust az érdekel, hogy milyen klimatikus és hidrográfiai tényezők határozzák meg a tó áramlási és keveredési viszonyait. Egy limnológust érdekelnek a klimatikus és hidrográfiai tényezők hatásai, annyiban, hogy segít megérteni a tóban lezajló folyamatokat – ezek nagyrészt biogén úton befolyásolt anyag- és energia-háztartását.

## Segédtudományai
- Geológia
- Klimatológia
- Meteorológia
- Ásvány- és kristálytan
- Fizikai kémia
- Analitikai kémia

## Történelem

### A limnológia eredete
A limnológia önálló tudománnyá a 19. században vált. François Alphonse Forelt (1841–1912) tartják a tudomány megalapozójának. 1892 és 1904 között könyvsorozat formájában publikálta a Genfi-tavon végzett kutatásaink eredményeit. A háromkötetes sorozat első és második kötete a tó geológiai viszonyait, fizikai és kémiai tulajdonságait írta le, míg a harmadik kötet a tó élővilágát részletezte. Forel ekkor a tudományát úgy definiálta, mint a „tavak oceanográfiája”.

### A magyarországi limnológia mérföldkövei
- 1894 – Francé Rezső leírta a balatoni zooplankton napi vertikális vándorlását
- 1926 – letették a tihanyi Biológiai Kutatóintézet alapkövét
- 1926 – megjelent az Archivum Balatonicum folyóirat első száma
- 1927 – átadták a tihanyi Biológiai Kutatóintézetet
- 1940 – megjelent Entz Géza és Sebestyén Olga A Balaton élete című műve (önálló kötetként kiadták 1942-ben magyarul, majd 1946-ban németül is)
- 1949 – megalakult a Magyar Hidrológiai Társaság Limnológiai Szakosztálya
- 1957 – megalakult a gödi Dunakutató Állomás (ma ÖBKI, a Magyar Tudományos Akadémia dunakutató állomása), a magyarországi folyókutatás központja
- 1958 – a limnológiát önálló tudományággá minősítették
- 1962 – Sebestyén Olgát a Nemzetközi Limnológia Társaság alelnökévé választották
- 1963 – megjelent Sebestyén Olga Bevezetés a limnológiába című könyve
- 1965 – soha nem látott méretű halpusztulás a Balatonban
- 1968 – megjelent Kol Erzsébet: Kryobiologie című kötete, amelyben a szerző négy évtized munkásságát foglalta össze
- 1971 – megjelent Uherkovich Gábor A Tisza lebegő paránynövényei című könyve
- 1974 – megjelent Felföldy Lajos A biológiai vízminősítés című műve
- 1979 – Uherkovich Gábor kidolgozta a reptációs mintavételi módszert
- 1981 – megjelent Felföldy Lajos A vizek környezettana – Általános hidrobiológia című kézikönyve
- 1982 – Az MTA tihanyi kutatóintézete felvette a Balatoni Limnológiai Kutatóintézet nevet
- 1997 – megjelent a Hidrobiológus Napok eladásaiból írt rövid cikkeket tartalmazó Hidrológiai Közlöny
- 2002 – a magyar egyetemek közül elsőként a Pannon Egyetem (akkori nevén: Veszprémi Egyetem) megalapította a limnológia tanszékét
- 2003 – a Debreceni Egyetem hidrobiológia tanszéket alapított